# NGC 806
NGC 806 je galaksija u zviježđu Kit.

## Vanjske poveznice
- SEDS: NGC 806